# Giro dei Paesi Baschi 2014
Il Giro dei Paesi Baschi 2014, cinquantaquattresima edizione della corsa, valido come nona prova dell'UCI World Tour 2014, si svolse dal 7 al 12 aprile 2014 su un percorso di 841 km suddiviso in sei tappe con partenza da Ordizia ed arrivo a Markina-Xemein. Fu vinto dallo spagnolo Alberto Contador, che concluse in 21h09'11".

## Tappe
| Tappa  | Data      | Percorso                                            | km    | Vincitore di tappa | Leader cl. generale |
| ------ | --------- | --------------------------------------------------- | ----- | ------------------ | ------------------- |
| 1ª     | 7 aprile  | Ordizia > Ordizia                                   | 153,4 | Alberto Contador   | Alberto Contador    |
| 2ª     | 8 aprile  | Ordizia > Dantxarinea                               | 155,8 | Tony Martin        | Alberto Contador    |
| 3ª     | 9 aprile  | Urdazubi > Vitoria                                  | 194,7 | Michael Matthews   | Alberto Contador    |
| 4ª     | 10 aprile | Vitoria > Eibar                                     | 151   | Wout Poels         | Alberto Contador    |
| 5ª     | 11 aprile | Eibar > Markina-Xemein                              | 160,2 | Ben Swift          | Alberto Contador    |
| 6ª     | 12 aprile | Markina-Xemein > Markina-Xemein (cron. individuale) | 25,9  | Tony Martin        | Alberto Contador    |
| Totale | Totale    | Totale                                              | 841   |                    |                     |

## Squadre e corridori partecipanti
| N.    | Cod. | Squadra             |
| ----- | ---- | ------------------- |
| 1-8   | MOV  | Movistar Team       |
| 11-18 | ALM  | AG2R La Mondiale    |
| 21-28 | TCS  | Tinkoff-Saxo        |
| 31-38 | LAM  | Lampre-Merida       |
| 41-48 | OGE  | Orica-GreenEDGE     |
| 51-58 | BMC  | BMC Racing Team     |
| 61-68 | SKY  | Team Sky            |
| 71-78 | FDJ  | FDJ.fr              |
| 81-88 | TFR  | Trek Factory Racing |
| 91-98 | GRS  | Garmin-Sharp        |

| N.      | Cod. | Squadra                 |
| ------- | ---- | ----------------------- |
| 101-108 | AST  | Astana Pro Team         |
| 111-118 | BEL  | Belkin Pro Cycling Team |
| 121-128 | KAT  | Team Katusha            |
| 131-138 | EUC  | Team Europcar           |
| 141-148 | LTB  | Lotto-Belisol           |
| 151-158 | OPQ  | Omega Pharma-Quickstep  |
| 161-168 | GIA  | Team Giant-Shimano      |
| 171-178 | CAN  | Cannondale              |
| 181-188 | CJR  | Caja Rural-Seguros RGA  |

## Dettagli delle tappe

### 1ª tappa
- 7 aprile: Ordizia > Ordizia – 153,4 km

Risultati
| Pos. | Corridore          | Squadra       | Tempo    |
| ---- | ------------------ | ------------- | -------- |
| 1    | Alberto Contador   | Tinkoff-Saxo  | 4h05'07" |
| 2    | Alejandro Valverde | Movistar Team | a 14"    |
| 3    | Michał Kwiatkowski | Omega Pharma  | a 34"    |

| Pos. | Corridore          | Squadra       | Tempo    |
| ---- | ------------------ | ------------- | -------- |
| 1    | Alberto Contador   | Tinkoff-Saxo  | 4h05'07" |
| 2    | Alejandro Valverde | Movistar Team | a 14"    |
| 3    | Michał Kwiatkowski | Omega Pharma  | a 34"    |

### 2ª tappa
- 8 aprile: Ordizia > Dantxarinea – 155,8 km

Risultati
| Pos. | Corridore          | Squadra      | Tempo    |
| ---- | ------------------ | ------------ | -------- |
| 1    | Tony Martin        | Omega Pharma | 3h46'17" |
| 2    | Ben Swift          | Team Sky     | a 30"    |
| 3    | Michał Kwiatkowski | Omega Pharma | s.t.     |

| Pos. | Corridore          | Squadra       | Tempo    |
| ---- | ------------------ | ------------- | -------- |
| 1    | Alberto Contador   | Tinkoff-Saxo  | 7h51'54" |
| 2    | Alejandro Valverde | Movistar Team | a 14"    |
| 3    | Michał Kwiatkowski | Omega Pharma  | a 34"    |

### 3ª tappa
- 9 aprile: Urdazabi > Vitoria – 194,7 km

Risultati
| Pos. | Corridore          | Squadra       | Tempo    |
| ---- | ------------------ | ------------- | -------- |
| 1    | Michael Matthews   | Orica-GreenE. | 5h02'09" |
| 2    | Kévin Réza         | Team Europcar | s.t.     |
| 3    | Michał Kwiatkowski | Omega Pharma  | s.t.     |

| Pos. | Corridore          | Squadra       | Tempo     |
| ---- | ------------------ | ------------- | --------- |
| 1    | Alberto Contador   | Tinkoff-Saxo  | 12h54'03" |
| 2    | Alejandro Valverde | Movistar Team | a 14"     |
| 3    | Michał Kwiatkowski | Omega Pharma  | a 34"     |

### 4ª tappa
- 10 aprile: Vitoria > Eibar – 151 km

Risultati
| Pos. | Corridore          | Squadra       | Tempo    |
| ---- | ------------------ | ------------- | -------- |
| 1    | Wout Poels         | Omega Pharma  | 3h39'29" |
| 2    | Alejandro Valverde | Movistar Team | a 1"     |
| 3    | Samuel Sánchez     | BMC Racing    | s.t.     |

| Pos. | Corridore          | Squadra       | Tempo     |
| ---- | ------------------ | ------------- | --------- |
| 1    | Alberto Contador   | Tinkoff-Saxo  | 16h33'35" |
| 2    | Alejandro Valverde | Movistar Team | a 12"     |
| 3    | Damiano Cunego     | Lampre-Merida | a 36"     |

### 5ª tappa
- 11 aprile: Eibar > Markina-Xemein – 160,2 km

Risultati
| Pos. | Corridore          | Squadra       | Tempo    |
| ---- | ------------------ | ------------- | -------- |
| 1    | Ben Swift          | Team Sky      | 3h56'56" |
| 2    | Alejandro Valverde | Movistar Team | s.t.     |
| 3    | Michał Kwiatkowski | Omega Pharma  | s.t.     |

| Pos. | Corridore          | Squadra       | Tempo     |
| ---- | ------------------ | ------------- | --------- |
| 1    | Alberto Contador   | Tinkoff-Saxo  | 20h30'31" |
| 2    | Alejandro Valverde | Movistar Team | a 12"     |
| 3    | Damiano Cunego     | Lampre-Merida | a 36"     |

### 6ª tappa
- 12 aprile: Markina-Xemein > Markina-Xemein – 25,9 km

Risultati
| Pos. | Corridore          | Squadra      | Tempo  |
| ---- | ------------------ | ------------ | ------ |
| 1    | Tony Martin        | Omega Pharma | 38'33" |
| 2    | Alberto Contador   | Tinkoff-Saxo | a 7"   |
| 3    | Michał Kwiatkowski | Omega Pharma | a 15"  |

| Pos. | Corridore              | Squadra       | Tempo     |
| ---- | ---------------------- | ------------- | --------- |
| 1    | Alberto Contador       | Tinkoff-Saxo  | 21h09'11" |
| 2    | Michał Kwiatkowski     | Omega Pharma  | a 49"     |
| 3    | Jean-Christophe Péraud | AG2R La Mond. | a 1'04"   |

## Evoluzione delle classifiche
| Tappa              | Vincitore          | Classifica generale Maglia gialla | Classifica della montagna Maglia a pois | Classifica traguardi volanti Maglia blu | Classifica della regolarità Maglia bianca | Classifica a squadre |
| ------------------ | ------------------ | --------------------------------- | --------------------------------------- | --------------------------------------- | ----------------------------------------- | -------------------- |
| 1ª                 | Alberto Contador   | Alberto Contador                  | Davide Villella                         | Matteo Montaguti                        | Alberto Contador                          | BMC Racing Team      |
| 2ª                 | Tony Martin        | Alberto Contador                  | Davide Villella                         | Matteo Montaguti                        | Michał Kwiatkowski                        | BMC Racing Team      |
| 3ª                 | Michael Matthews   | Alberto Contador                  | Davide Villella                         | Matteo Montaguti                        | Michał Kwiatkowski                        | BMC Racing Team      |
| 4ª                 | Wout Poels         | Alberto Contador                  | Davide Villella                         | Omar Fraile                             | Alejandro Valverde                        | BMC Racing Team      |
| 5ª                 | Ben Swift          | Alberto Contador                  | Davide Villella                         | Omar Fraile                             | Alejandro Valverde                        | BMC Racing Team      |
| 6ª                 | Tony Martin        | Alberto Contador                  | Davide Villella                         | Omar Fraile                             | Michał Kwiatkowski                        | BMC Racing Team      |
| Classifiche finali | Classifiche finali | Alberto Contador                  | Davide Villella                         | Omar Fraile                             | Michał Kwiatkowski                        | BMC Racing Team      |

## Classifiche finali

### Classifica generale - Maglia gialla
| Pos. | Corridore              | Squadra       | Tempo     |
| ---- | ---------------------- | ------------- | --------- |
| 1    | Alberto Contador       | Tinkoff-Saxo  | 21h09'11" |
| 2    | Michał Kwiatkowski     | Omega Pharma  | a 49"     |
| 3    | Jean-Christophe Péraud | AG2R La Mond. | a 1'04"   |
| 4    | Simon Špilak           | Katusha Team  | a 1'07"   |
| 5    | Alejandro Valverde     | Movistar Team | s.t.      |
| 6    | Tejay van Garderen     | BMC Racing    | a 1'56"   |
| 7    | Cadel Evans            | BMC Racing    | s.t.      |
| 8    | Jurij Trofimov         | Katusha Team  | a 2'13"   |
| 9    | Thibaut Pinot          | FDJ.fr        | a 2'14"   |
| 10   | Wout Poels             | Omega Pharma  | a 2'26"   |

### Classifica della montagna - Maglia a pois
| Pos. | Corridore         | Squadra       | Punti |
| ---- | ----------------- | ------------- | ----- |
| 1    | Davide Villella   | Cannondale    | 43    |
| 2    | Romain Sicard     | Europcar      | 24    |
| 3    | Matteo Montaguti  | AG2R La Mond. | 22    |
| 4    | Ben Gastauer      | AG2R La Mond. | 14    |
| 5    | Kristijan Đurasek | Lampre-Merida | 13    |

### Classifica della regolarità - Maglia bianca
| Pos. | Corridore          | Squadra        | Punti |
| ---- | ------------------ | -------------- | ----- |
| 1    | Michał Kwiatkowski | Omega Pharma   | 81    |
| 2    | Alejandro Valverde | Movistar Team  | 78    |
| 3    | Ben Swift          | Sky Procycling | 59    |
| 4    | Alberto Contador   | Tinkoff-Saxo   | 58    |
| 5    | Tony Martin        | Omega Pharma   | 50    |

### Classifica a squadre
| Pos. | Squadra                | Tempo     |
| ---- | ---------------------- | --------- |
| 1    | BMC Racing Team        | 63h34'28" |
| 2    | Movistar Team          | a 12'14"  |
| 3    | Omega Pharma-Quickstep | a 13'00"  |
| 4    | Team Europcar          | a 16'06"  |
| 5    | Katusha Team           | a 18'26"  |